# Clausen-függvény
A matematikában a Clausen-függvényt a következő integrál definiálja:
{\displaystyle \operatorname {Cl} _{2}(\theta )=-\int \limits _{0}^{\theta }\log |2\sin(t/2)|\,dt.}
A definíció Thomas Clausen (1801 – 1885) dán matematikus nevéhez fűzödik (1932).
A Lobacsevszkij-függvény, Λ vagy Л, lényegében hasonló függvény más változókkal:
{\displaystyle \Lambda (\theta )=-\int \limits _{0}^{\theta }\log |2\sin(t)|\,dt=\operatorname {Cl} _{2}(2\theta )/2.}
Meg kell jegyezni, hogy a “Lobacsevszkij-függvény” elnevezés nem teljesen pontos történetileg, mivel Lobacsevszkij képlete hiperbolikus mennyiségekre kissé különböző:
{\displaystyle \int \limits _{0}^{\theta }\log |\sec(t)|\,dt=\Lambda (\theta +\pi /2)+\theta \log 2}

## Általános definíció
{\displaystyle \operatorname {Cl} _{s}(\theta )=\sum _{n=1}^{\infty }{\frac {\sin(n\theta )}{n^{s}}}}
mely a komplex s- re érvényes, Re s >1 mellett.
A definíció kiterjeszthető az egész komplex síkra az analitikus folytatás módszerével.

## Kapcsolat a polilogaritmussal
{\displaystyle \operatorname {Cl} _{s}(\theta )=\Im (\operatorname {Li} _{s}(e^{i\theta }))}

## Kummer-féle kapcsolat
Ernst Kummer által felfedezett úgynevezett Kummer-függvény egyike kapcsolódik a polilogaritmushoz:
{\displaystyle \operatorname {Li} _{2}(e^{i\theta })=\zeta (2)-\theta (2\pi -\theta )/4+i\operatorname {Cl} _{2}(\theta )}
érvényes:  {\displaystyle 0\leq \theta \leq 2\pi }.

## Sorozat gyorsítás
{\displaystyle {\frac {\operatorname {Cl} _{2}(\theta )}{\theta }}=1-\log |\theta |-\sum _{n=1}^{\infty }{\frac {\zeta (2n)}{n(2n+1)}}\left({\frac {\theta }{2\pi }}\right)^{n}}
mely érvényes: {\displaystyle |\theta |<2\pi }. Itt a {\displaystyle \zeta (s)}, a Riemann zéta függvény.
Egy még gyorsabban konvergáló formula:
{\displaystyle {\frac {\operatorname {Cl} _{2}(\theta )}{\theta }}=3-\log \left[|\theta |\left(1-{\frac {\theta ^{2}}{4\pi ^{2}}}\right)\right]-{\frac {2\pi }{\theta }}\log \left({\frac {2\pi +\theta }{2\pi -\theta }}\right)+\sum _{n=1}^{\infty }{\frac {\zeta (2n)-1}{n(2n+1)}}\left({\frac {\theta }{2\pi }}\right)^{n}}
A konvergenciát segíti az a tény, hogy  {\displaystyle \zeta (n)-1} közelít zéróhoz n nagy értékeinél.

## Speciális értékek
{\displaystyle \operatorname {Cl} _{2}\left({\frac {\pi }{2}}\right)=G}
ahol G a Catalan-állandó.